# Alcohol is free
Alcohol is free is een single van de Griekse band Koza Mostra en de Griekse zanger Agathonas Iakovidis. Het was de Griekse inzending voor het Eurovisiesongfestival 2013 in Malmö, Zweden. Met het nummer werd de zesde plaats behaald. Het nummer is geschreven door de bandleden van Koza Mostra zelf. De titel van het lied is Engels, maar de rest van het lied is gezongen in het Grieks.

## Hitnotering

### NederlandseSingle Top 100
| Hitnotering: 25-05-2013 | Hitnotering: 25-05-2013 | Hitnotering: 25-05-2013 |
| Week:                   | 1                       |                         |
| ----------------------- | ----------------------- | ----------------------- |
| Positie:                | 95                      | uit                     |